# Бородин, Александр Порфирьевич
Алекса́ндр Порфи́рьевич Бороди́н (31 октября (12 ноября) 1833, Санкт-Петербург — 15 (27) февраля 1887, там же) — русский композитор, участник «Могучей кучки»; химик-органик, общественный деятель и врач.

## Биография

### Юность
Александр Бородин родился в Санкт-Петербурге 31 октября (12 ноября) 1833 года от внебрачной связи грузинского князя из Имеретии Луки Гедианова, или Гедеванишвили (1772—1843) и петербургской русской мещанки Авдотьи Антоновой (1809—1873). При рождении записан сыном крепостного слуги князя — Порфирия Бородина и его жены Татьяны. До восьми лет мальчик был крепостным своего отца, который в 1840 году дал сыну вольную и купил четырёхэтажный дом для него и его матери, выданной в 1839 году замуж за отставного военного врача Христиана Клейнеке (умер не позже 1841 года). В первой половине XIX века внебрачные связи не афишировались, поэтому юный Саша звал Авдотью Антонову (по её просьбе) не «мамой», а «тётушкой». В 1840-х годах Авдотья (Клейнеке) родила ещё двоих сыновей — Дмитрия Александрова (род. 1844, отец неизвестен) и Евгения Фёдорова (род. ок. 1847, отец — коллежский секретарь, преподаватель немецкого языка Фёдор Фёдоров). С обоими братьями Александр Бородин поддерживал близкие отношения всю жизнь.
Из-за происхождения, не позволявшего поступить в гимназию, Бородин проходил домашнее обучение по всем предметам гимназического курса, брал уроки английского и латыни (по-французски и по-немецки уже в юности говорил свободно), научился играть на флейте, фортепиано и виолончели. Около 1847 года написал концерт для флейты с фортепиано (произведение не сохранилось).
С десяти лет Бородин интересовался химией, которая со временем стала его профессиональным занятием. Занятиям наукой и получению высшего образования препятствовало всё то же «незаконное» происхождение молодого человека, которое, при отсутствии легальной возможности изменения общественного статуса, вынудило мать Бородина и её мужа воспользоваться ведомством чиновников Тверской казённой палаты, чтобы записать сына в Новоторжское третьей гильдии купечество. Он получил право закончить гимназию и продолжить своё образование в высшем учебном заведении.
Летом 1850 года Бородин отлично сдал экзамены на аттестат зрелости в Первой Санкт-Петербургской гимназии, а в сентябре семнадцатилетний «купец» Александр Бородин поступил вольнослушателем в Императорскую медико-хирургическую академию (ИМХА). В 1853 году в академии начал заниматься химией под руководством Николая Зинина, который сыграл в дальнейшей профессиональной карьере Бородина решающую роль. Личность Зинина, преданного науке исследователя и вместе с тем заботливого наставника, наложила глубокий отпечаток на личность Бородина. Во время учёбы в ИМХА Бородин писал романсы, фортепианные пьесы, камерно-инструментальные ансамбли, чем вызывал недовольство Зинина, считавшего, что занятия музыкой мешают серьёзной научной работе. Биографы Бородина часто цитируют высказывание Зинина, сделанное им публично, при свидетелях:

Господин Бородин, поменьше занимайтесь романсами; на вас я возлагаю все свои надежды, чтобы приготовить заместителя своего, а вы думаете о музыке и двух зайцах.
По окончании ИМХА (в марте 1856 года) начал работать врачом-ординатором Второго военно-сухопутного госпиталя, в апреле того же года стал ассистентом на кафедре общей патологии и общей терапии ИМХА, чуть позже как ассистент Зинина вёл практические семинары у студентов, а с 1859 года уже читал им лекции по химии. В 1857 году Бородин выдержал экзамен на степень доктора медицины, а в марте 1858 в Санкт-Петербурге защитил диссертацию с темой на стыке химии и медицины — «Об аналогии мышьяковой кислоты с фосфорною в химическом и токсикологическом отношениях». Лето того же года Бородин провёл в Солигаличе (Костромской губернии), где изучал состав минеральных вод местной водолечебницы. Результаты изучения, опубликованные им в 1859 году в газете «Московские ведомости» (№ 130 за 3 июня; работа переиздана в виде отдельной брошюры под названием «Солигаличские солёно-минеральные воды»), послужили открытию лечебного курорта, который существует поныне.
В октябре 1856 года, дежуря в госпитале, Бородин познакомился с Модестом Мусоргским, служившим там же дежурным офицером. Молодой врач и молодой офицер нашли общий язык на почве музыки, их контакты не прекращались и в дальнейшем. На очередной встрече осенью того же года творческие эксперименты Мусоргского произвели на Бородина большое впечатление:

…я был ужасно изумлен небывалыми, новыми для меня элементами музыки. Не скажу, чтобы они мне даже особенно понравились сразу: они скорее озадачили меня новизною. Вслушавшись немного, я начал оценять и наслаждаться.

### Заграничная командировка (1857—1862)
В 1857 году Бородин впервые выехал в Европу (Бельгия, Германия, Франция), исполняя обязанности секретаря и переводчика окулиста царского двора И. И. Кабата. В октябре 1859 года по протекции Зинина Бородин отправился стажироваться за границу для подготовки на должность адъюнкт-профессора химии. Почти три года он работал преимущественно в химических лабораториях Германии (Гейдельберг) и Италии (Пиза), ездил также во Францию и Швейцарию.
В сентябре 1860 года Бородин наряду с Н. Н. Зининым и Д. И. Менделеевым посетил знаменитый международный съезд химиков в Карлсруэ. Здесь даны были чёткие определения понятиям «атом» и «молекула» («частица», «корпускула»), что означало окончательное торжество атомно-молекулярной теории строения вещества, а также признаны т. н. «новые» атомные веса, установленные трудами французского химика Жерара и его учеников. В 1861 году в Гейдельберге Бородин разработал способ получения бромзамещённых кислот и открыл реакцию, известную ныне как реакция Бородина — Хунсдиккера.
В мае 1861 года в Гейдельберге Бородин познакомился с Екатериной Сергеевной Протопоповой (1832—1887), которая страдала хроническим лёгочным заболеванием и приехала в Германию для лечения. Протопопова оказалась хорошей пианисткой (училась среди прочих у чешского пианиста Юлиуса Шульгофа) и обладательницей абсолютного слуха. Она была поклонницей Шопена и Шумана, устраивала любительские концерты новой (романтической) камерной музыки. Свежие музыкальные впечатления стимулировали интерес Бородина к композиции — появились его виолончельная соната на тему И. С. Баха, струнное трио и струнный секстет, скерцо для фортепиано в четыре руки.
В сентябре здоровье Екатерины Сергеевны ухудшилось. Гейдельбергский профессор порекомендовал ей срочно переменить климат и ехать на юг, в Италию. Бородин сопровождал Протопопову в этой поездке. После встречи с профессорами химии Пизанского университета Себастьяно де Лука и Паоло Тассинари, которые тепло приняли русского коллегу, Бородин получил возможность заниматься в лаборатории местного университета. Там в 1862 году впервые в истории химии он получил фторорганическое соединение — фтористый бензоил — и нашёл метод получения фторангидридов карбоновых кислот. В Италии Бородин также не оставлял занятий музыкой и сочинил фортепианный квинтет.

### Зрелые годы
В сентябре 1862 года Бородин вернулся в Санкт-Петербург, той же осенью познакомился с М. А. Балакиревым и вошёл в его кружок, ставший впоследствии известным как «Могучая кучка». В декабре того же года стал адъюнкт-профессором Медико-хирургической академии и начал читать в ней курс неорганической химии. В марте 1864 года возглавил кафедру химии в должности ординарного профессора.
17 апреля 1863 года Бородин женился на Е. С. Протопоповой, которую непрерывно опекал, поддерживал духовно и (не в последнюю очередь) материально всю оставшуюся жизнь. Екатерина Сергеевна плохо переносила петербургский климат: осенью она обычно уезжала в Москву, где подолгу жила у матери, возвращаясь к мужу только зимой, когда в Петербурге устанавливалась сухая морозная погода. Однако это всё-таки не гарантировало ей отсутствие приступов болезни, во время которых муж был для неё и врачом, и сиделкой. Екатерина Сергеевна много курила, страдала бессонницей и засыпала только под утро. Со всем этим нежно любящий и добропорядочный супруг должен был мириться.
Лето 1865 года супруги Бородины провели на юге Австрии, близ Граца, где Бородин написал Первую симфонию (завершена в конце того же года).

### Общественная деятельность
Заслугой Бородина перед обществом является активное участие в создании и развитии возможностей для получения женщинами высшего образования в России: он был одним из организаторов Высших женских врачебных курсов, на которых с 1872 по 1885 год преподавал химию. С 1874 года — казначей Общества пособия слушательницам Медицинских и Педагогических курсов. Один из членов-учредителей Русского химического общества (1868).
В 1870—1871 годах — один из редакторов журнала «Знание».
Значительное время Бородин уделял работе со студентами и, пользуясь своим авторитетом, защищал их от политических преследований властей в период после убийства императора Александра II.

### Последние годы
В 1882—1883 гг. Бородин посещал так называемые «беляевские пятницы», где звучала в том числе новая (преимущественно камерная) музыка русских композиторов. В рамках этих пятниц музыканты запланировали коллективное сочинение — струнный квартет, для которого в конце 1882 г. Бородин написал одну из частей — скерцо. Крайние (быстрые) разделы скерцо написаны в пятидольном метре, они звучат практически без пауз, образуя сплошной стремительный поток музыки. Для среднего (медленного) раздела композитор использовал музыку Рассказа купцов (принесших весть о поражении Князя) из оперы «Князь Игорь». Ныне эта пьеса (под названием «Русское скерцо») исполняется самостоятельно.
В последние годы Бородин жаловался на боли в сердце. Описание его скоропостижной смерти дано в воспоминаниях М. В. Доброславиной. Бородин умер от сердечного приступа вечером 15 (27) февраля 1887 в казённой «академической» квартире, в разгар общего веселья на организованной им по случаю масленицы костюмированной вечеринке. Во время разговора с Доброславиной Бородин внезапно потерял сознание и упал:

Все бросились к нему и тут же на полу, не поднимая его, стали приводить его в чувство. Понемногу сошлись все врачи и профессора, жившие в академии. Почти целый час прилагали все усилия, чтобы вернуть его к жизни. Были испробованы все средства, и ничто не помогло.
Похоронен на Тихвинском кладбище в Александро-Невской лавре (Санкт-Петербург).

## Музыкальное творчество
Под влиянием М. А. Балакирева, В. В. Стасова и других участников Могучей кучки сложилась музыкально-эстетическая позиция Бородина как приверженца русской национальной школы в музыке и последователя М. И. Глинки. 
Большой занятостью Бородина, а также высокой требовательностью к себе объясняется малое количество законченных музыкальных сочинений. Наиболее значительное произведение Бородина — опера «Князь Игорь», над которой композитор работал в течение 18 лет, но так и не окончил её. После смерти Бородина оперу дописали и сделали оркестровку по материалам Бородина Н. А. Римский-Корсаков и А. К. Глазунов. В этой редакции опера была впервые поставлена в 1890 году в Санкт-Петербургском Мариинском театре. В последней трети XX века были предприняты новые попытки реконструкции оперы. В редакции Ю. А. Фортунатова и Е. М. Левашёва она была поставлена в 1974 году в Вильнюсе, в 1993 — в Генуе и Москве. По величию концепции, по яркости раскрытия национальных характеров оперу Бородина в конце XX века сравнивали с романом «Война и мир» Л. Н. Толстого и художественными полотнами В. И. Сурикова.
Бородин показал себя новатором в оркестровой музыке, впервые воплотив принципы эпической драматургии в симфоническом жанре. Премьера Первой симфонии (1865) состоялась в 1869 году с оркестром РМО под управлением М. А. Балакирева. Клавир и партитура были изданы В. В. Бесселем, соответственно, в 1875 и 1882 годах.
Вершина оркестровой музыки Бородина — Вторая симфония (работа в клавире закончена в 1871, оркестровка — в 1873), которую В. В. Стасов назвал «Богатырской». Первое её исполнение состоялось в 1877 году под управлением Э. Ф. Направника. Клавир Второй симфонии впервые издан в 1876 году, партитура — в 1887 году (посмертно), в редакции Н. А. Римского-Корсакова и А. К. Глазунова, внесших в её музыку значительные изменения. Обе симфонии уже при жизни Бородина получили признание за рубежом. Особенно популярной была Первая — с триумфальным успехом впервые за границей она была исполнена в Баден-Бадене в 1880 году, а несколько позже — в Амстердаме, Антверпене, Будапеште, Дрездене, Лейпциге (1883, под управлением Артура Никиша), Монако, Кёльне.
К числу лучших камерных инструментальных произведений Бородина принадлежат Первый и Второй струнные квартеты, представленные ценителям музыки в 1879 и в 1881 годах. В последние годы жизни Бородин работал над Третьим квартетом.
Бородин — не только мастер инструментальной музыки, но и камерной вокальной лирики, ярким образцом которой является элегия «Для берегов отчизны дальной» (1881) на слова А. С. Пушкина. Композитор обогатил жанр романса образами русского богатырского эпоса, например, в произведениях «Спящая княжна» (1-я публикация 1870) и «Песня тёмного леса» (1-я публикация 1873). Образец сатиры Бородина — песня «Спесь» (1884; на слова А. К. Толстого).
В «Князе Игоре», в симфониях, в вокальной лирике Бородин избегает декоративности, характерной для квази-народной и по существу эклектической стилизации. Тем самым достигается ощущение архаики, достоверности образа Древней Руси, который рисует композитор.
Творчество Бородина отличается глубоким проникновением в строй как русской народной песни, так и музыки народов Востока (в опере «Князь Игорь», симфонической картине «В Средней Азии» и других произведениях).

### Рецепция
Когда советский искусствовед Владимир Блок писал об эпичности Симфонии ми-бемоль мажор Петра Чайковского, то он возводил её истоки к творчеству Александра Бородина и указывал, что первые темы этой симфонии появились в записной книжке Чайковского как раз тогда, когда он готовился в качестве дирижёра познакомить зарубежную аудиторию с Первой симфонией Бородина и сама эта симфония написана именно в ми-бемоль мажоре, как и произведение самого Чайковского.
Традиции музыки Бородина восприняли советские композиторы С. С. Прокофьев, Ю. А. Шапорин, Р. М. Глиэр, Г. В. Свиридов, А. И. Хачатурян и др.
Музыка Бородина легла в основу американского мюзикла на ориентальную тему «Кисмет» (1953); особенно популярной стала песня «Stranger in Paradise», представляющая собой обработку хора Бородина «Улетай на крыльях ветра» (с 1954 года песню с успехом исполнял Тони Беннетт). Позднейшая обработка того же хора (1997) принадлежит афроамериканскому рэперу Warren G.

## Музыкальные сочинения

### Оперы
- Князь Игорь (закончена и отредактирована Н. А Римским-Корсаковым и А. К. Глазуновым, 1869—1887)
- Млада (IV действие, 1872)

### Для оркестра
Примечание. В скобках указаны даты окончания работы (а не даты первой публикации)
- Симфония № 1 Es-dur (1865)
- Симфония № 2 «Богатырская» h-moll (1873)
- В Средней Азии. Симфоническая картина (1880)

### Для камерного инструментального ансамбля
Примечание. В скобках указан год окончания
- Трио на тему русской песни «Чем тебя я огорчила» для двух скрипок и виолончели g-moll (1855)
- Струнное трио (Большое, G-dur, до 1862)
- Фортепианное трио (D-dur, до 1862)
- Струнный квинтет (f-moll, до 1862)
- Соната для виолончели и фортепиано h-moll (1861)
- Секстет для 2 скрипок, 2 альтов и 2 виолончелей d-moll (1861)
- Фортепианный квинтет c-moll (1862)
- Струнный квартет № 1 A-dur (1879)
- Струнный квартет № 2 D-dur (1881)
- Русское скерцо, для струнного квартета (1882)
- Серенада в испанском роде из квартета B-la-f (часть из коллективного сочинения, 1886)

### Для фортепиано

#### в две руки
- Патетическое адажио (As-dur, 1849)
- Маленькая сюита (1885)
- Скерцо (As-dur, 1885)

#### в три руки
- Полька, Мазурка, Похоронный марш и Реквием из Парафраз на неизменяемую тему (коллективное сочинение Бородина, Н. А. Римского-Корсакова, Ц. А. Кюи, А. К. Лядова; 1878)

#### в четыре руки
- Полька «Helene» (d-moll, 1843)
- Скерцо (E-dur, 1861)
- Тарантелла (D-dur, 1862)

### Романсы и песни для голоса и фортепиано
- Арабская мелодия (стихи А. Бородина; 1881)
- Для берегов отчизны дальной (А. С. Пушкин; 1881)
- Из слёз моих (Г. Гейне, перевод Л. А. Мея; 1871)
- Красавица-рыбачка (слова Г. Гейне; 1854—1855), для голоса в сопровождении виолончели и фортепиано
- Море. Баллада для тенора и фортепиано (А. Бородин; 1870). Оркестровка Н. А. Римского-Корскова
- Морская царевна (стихи А. Бородина; 1868)
- Отравой полны мои песни (Г. Гейне, перевод Л. А. Мея; 1868)
- Песня тёмного леса (А. Бородин; 1868)
- Разлюбила красна девица (слова неизвестного автора, 1850-е годы), для голоса в сопровождении виолончели и фортепиано
- Слушайте, подруженьки, песенку мою (слова неизвестного автора,1850-е годы), для голоса в сопровождении виолончели и фортепиано
- Спесь (слова А. К. Толстого; 1884—1885)
- Спящая княжна (стихи А. Бородина; 1867), для голоса с фортепииано. Оркестровка Н. А. Римского-Корсакова
- У людей-то в дому (Н. А. Некрасов; 1881), в сопровождении оркестра или фортепиано
- Фальшивая нота. Романс (А. Бородин; 1868)
- Что ты рано, зоренька (запись русской народной песни,1850-е годы)
- Чудный сад (Septain; слова бельгийского поэта С. С.;1885), для голоса и фортепиано

### Для вокального ансамбля
- Серенада четырёх кавалеров одной даме = Serenade de quatre galants a une dame (А. Бородин; 1868—1872), партитура, для мужского вокального квартета без сопровождения

### Неоконченные и утраченные сочинения
- Царская невеста (1867—1868, наброски, утрачено)[48]
- Богатыри (1868)
- Струнное трио
- Симфония № 3 ля минор (1887, не окончена)

## Память
- Государственный квартет имени А. П. Бородина[49].
- Симфонический оркестр Центрального Дома Ученых РАН имени А. П. Бородина, Москва[50].
- Санаторий имени А. П. Бородина в Солигаличе Костромской области.
- Актовый зал имени А. П. Бородина в РХТУ им. Д. И. Менделеева.
- Детская музыкальная школа имени А. П. Бородина в Санкт-Петербурге.
- Детская музыкальная школа имени А. П. Бородина № 89 в Москве[51].
- Детская музыкальная школа имени А. П. Бородина № 17 в Смоленске.
- Детская музыкальная школа № 2 им. А. П. Бородина в г. Дзержинск, Нижегородской области.
- Владимирский областной музыкальный колледж имени А. П. Бородина.
- В честь А. П. Бородина названа гора в Антарктиде (гора Бородина, Земля Александра I, 71°32′ ю.ш., 72°41′ з.д., название присвоено не позже 1961 г.)[52].
- Самолёт Airbus A319 (номер VP-BDM) авиакомпании Аэрофлот.
- Музей Александра Порфирьевича Бородина, село Давыдово Владимирской области[53].
- Пароход «Композитор Бородин».
- Памятная монета Центрального банка Российской Федерации номиналом 1 рубль, выпущенная к 160-летию композитора в 1993 году[54].

- Памятная монета Центрального банка Российской Федерации номиналом 1 рубль (1993)
- Почтовая марка, 1951 год. 175-летие Государственного академического Большого театра Союза СССР. Портреты композиторов Глинки, Чайковского, Мусоргского, Римского-Корсакова и Бородина. Здание Большого театра.

### Адреса
- 1850—1856 — доходный дом, Санкт-Петербург, Бочарная улица, 49;
- 1880 — с 22 июня по 19 сентября проживал в усадьбе Соколово (ныне — Заволжский район Ивановской области)[55], (57,501547° с. ш. 42,058841° в. д.HGЯO).

### В кинематографе
- 1950 — «Мусоргский»
- 1969 — «На пороге». Режиссёр: Николай Хробко